# Torneio Municipal de Futebol do Rio de Janeiro 1943
In 1943 werd, na vijf jaar onderbreking de tweede editie van het Torneio Municipal de Futebol do Rio de Janeiro  gespeeld voor de clubs uit de stad Rio de Janeiro. De competitie werd gespeeld van 11 april tot 6 juni en ging vooraf aan het Campeonato Carioca dat een week later van start ging. São Cristóvão werd kampioen.
Canto do Rio is afkomstig uit de stad Niterói en is de enige club van buiten de stad Rio, maar is de enige profclub uit de staat Rio en speelt sinds 1941 ook in het Campeonato Carioca. 

## Eindstand
| Plaats | Club          | Wed. | W | G | V | Saldo | Ptn. |
| ------ | ------------- | ---- | - | - | - | ----- | ---- |
| 1.     | São Cristóvão | 9    | 7 | 1 | 1 | 29:17 | 15   |
| 2.     | Fluminense    | 9    | 5 | 3 | 1 | 21:11 | 13   |
| 3.     | Botafogo      | 9    | 5 | 2 | 2 | 34:18 | 12   |
| 3.     | America       | 9    | 5 | 2 | 2 | 20:14 | 12   |
| 3.     | Canto do Rio  | 9    | 5 | 2 | 2 | 24:23 | 12   |
| 6.     | Flamengo      | 9    | 4 | 2 | 3 | 21:16 | 10   |
| 7.     | Vasco da Gama | 9    | 2 | 2 | 5 | 11:17 | 6    |
| 7.     | Bonsucesso    | 9    | 2 | 2 | 5 | 14:26 | 6    |
| 9.     | Madureira     | 9    | 1 | 2 | 6 | 14:27 | 4    |
| 10.    | Bangu         | 9    | 0 | 0 | 9 | 14:33 | 0    |

|  | Winnaar |

## Kampioen
| Torneio Municipal de Futebol do Rio de Janeiro 1943 |
| Rio de Janeiro                                      |
| --------------------------------------------------- |
| SÃO CRISTÓVÃO Kampioen (1° titel)                   |

## Topschutters
| Speler            | Speler            | Goals | Team     |
| ----------------- | ----------------- | ----- | -------- |
| Vlag van Brazilië | Heleno de Freitas | 11    | Botafogo |